# Obermichelbach (Wittelshofen)
Obermichelbach ist ein Gemeindeteil der Gemeinde Wittelshofen im Landkreis Ansbach (Mittelfranken, Bayern). Die Gemarkung Obermichelbach hat eine Fläche von 3,730 km². Sie ist in 364 Flurstücke aufgeteilt, die eine durchschnittliche Fläche von 10.246,43 m² haben.

## Geografie
Durch das Pfarrdorf fließt der Hochwiesgraben, ein rechter Zufluss der Sulzach, und der Scheuerwiesgraben, der unmittelbar östlich des Ortes als rechter Zufluss in den Hochwiesgraben mündet. Der Ort ist von Acker- und Grünland mit vereinzeltem Baumbestand umgeben. Im Nordwesten wird die Flur Haldenfeld genannt, im Norden Sallfeld und im Westen Ebsingfeld. Vor dem Friedhofseingang steht eine Linde, die als Naturdenkmal ausgezeichnet ist.
Gemeindeverbindungsstraßen führen nach Bernhardswend (1,8 km nordwestlich), nach Dorfkemmathen (1,9 km nordöstlich), an der Neumühle vorbei nach Untermichelbach (2,3 km östlich) und zur Staatsstraße 2218 (0,6 km südlich), die nach Wittelshofen (3,5 km östlich) bzw. an Illenschwang und Sinbronn vorbei zur Bundesstraße 25 bei Dinkelsbühl verläuft (7 km westlich).

## Geschichte

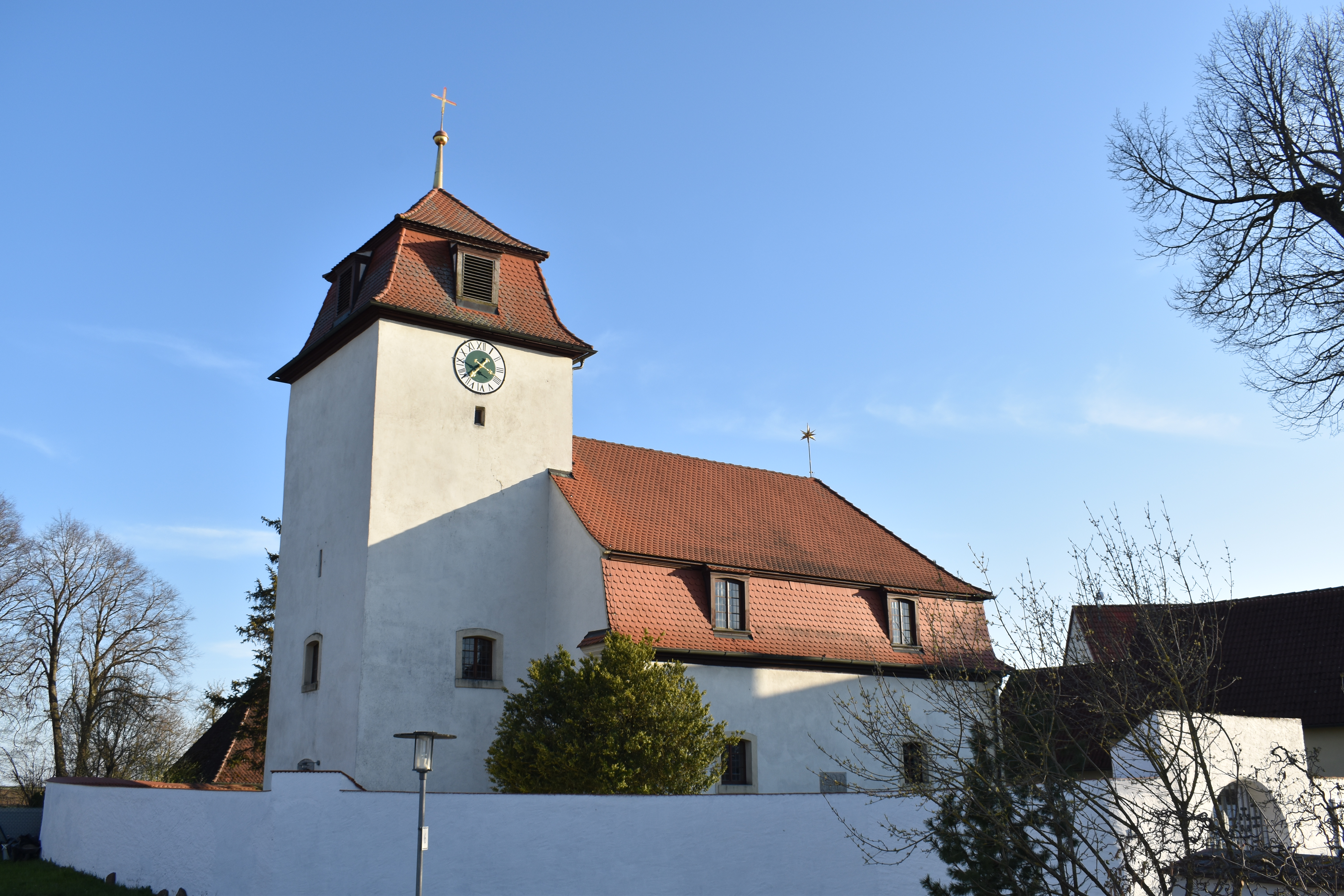
Kirche St. Michael

Wann genau Obermichelbach gegründet wurde, ist nicht bekannt. Es steht jedoch fest, dass der Ort in der Nähe einer Opferstätte des Kriegsgottes Tyr entstand. Anstelle der Opferstätte wurde eine Kapelle errichtet. Wohl im 14. Jahrhundert wich diese Kapelle einer Kirche, die dem Erzengel Michael geweiht wurde. In einer Urkunde aus dem Jahr 1325 bestätigt der Bischof von Augsburg Friedrich I. Spät von Faimingen, dass dem Kloster Auhausen alle Einkünfte der Kirche Obermichelbach geschenkt wurden.
In Auhausen gibt es den Hinweis auf die dortige Evanglistenglocke (Vesperglocke): „SANCTVS LVCAS S’ MARCVS S’ MATHEVS S’ IOHANNE †“ als Umschrift, Durchmesser von 53 cm, sie stammt aus dem Jahre 1280. Sie ist damit den vier Evangelisten Lukas, Markus, Matthäus und Johannes geweiht. Im Turm der Pfarrkirche zu Obermichelbach, welche dem Kloster Auhausen inkorporiert war, sowie in der Feuchtwangener St. Johannis-Kirche finden sich Glocken mit übereinstimmender Umschrift und gleichen Merkmalen, woraus sich unzweifelhaft derselbe Urheber erschließen lässt.
Während des Dreißigjährigen Kriegs wurde der Ort bis auf drei Gehöfte völlig verwüstet.
Die Fraisch über Obermichelbach war umstritten. Sie wurde sowohl vom ansbachischen Oberamt Wassertrüdingen als auch vom oettingen-spielbergischen Oberamt Dürrwangen beansprucht. Die Reichsstadt Dinkelsbühl wollte sie auf ihren Gütern geltend machen. Die Dorf- und Gemeindeherrschaft hatte das Kastenamt Wassertrüdingen. Gegen Ende des 18. Jahrhunderts gab es in Obermichelbach 27 Anwesen. Grundherren waren
- ansbachische Ämter (4 Anwesen; Verwalteramt Auhausen: 1 Söldengut, 1 Söldengut mit Brau- und Branntweinrecht; Stiftsverwalteramt Feuchtwangen: 1 Gut, 1 Gütlein)
- Oettingen-Spielberg (Oberamt Dürrwangen: 1 Hof)
- das Herzogtum Württemberg (Oberamt Weiltingen: 1 Hof, 2 Hofgüter)
- die Reichsstadt Dinkelsbühl (17 Anwesen; katholische Kirchenpflege: 1 Gütlein; Ratsamtspflege: 2 halbe Hofgüter, 1 Gut, 1 Gütlein; Reichsalmosenpflege: 1 Hofgut, 2 halbe Hofgüter, 2 Güter, 1 Gütlein; Seelhauspflege: 1 Hofgut; Siechenpflege: 1 Hofgut, 1 Gütlein; Spital: 1 Hofgut, 2 Güter)
- der Deutsche Orden (Obervogtamt Oettingen: 1 Lehengut, 1 Sölde).

Außerdem gab es eine Kirche, ein Pfarrhaus, ein Schulhaus und ein Gemeindehirtenhaus.
Von 1797 bis 1808 unterstand der Ort dem Justiz- und Kammeramt Wassertrüdingen.
1806 kam Obermichelbach an das Königreich Bayern. Infolge des Gemeindeedikts wurde der Ort dem 1809 gebildeten Steuerdistrikt Wittelshofen und der Ruralgemeinde Untermichelbach zugewiesen. Diese wurde 1813 nach Obermichelbach umbenannt. Mit dem Zweiten Gemeindeedikt (1818) entstanden zwei Ruralgemeinden:
- Obermichelbach
- Untermichelbach mit Gelshofen, Gelsmühle und Neumühle.[9][10]

Die Gemeinde Obermichelbach war in Verwaltung und Gerichtsbarkeit dem Landgericht Dinkelsbühl zugeordnet und in der Finanzverwaltung dem Rentamt Dinkelsbühl (1919 in Finanzamt Dinkelsbühl umbenannt, seit 1973 Finanzamt Ansbach). Die Verwaltung übernahm 1862 das neu geschaffene Bezirksamt Dinkelsbühl (1939 in Landkreis Dinkelsbühl umbenannt). Die Gerichtsbarkeit lag beim im gleichen Jahr gebildeten Stadt- und Landgericht Dinkelsbühl (1879 in das Amtsgericht Dinkelsbühl umgewandelt, seit 1973 eine Zweigstelle des Amtsgerichtes Ansbach). Die Gemeinde Obermichelbach hatte 1964 eine Gebietsfläche von 3,652 km². Mit der Auflösung des Landkreises Dinkelsbühl im Jahr 1972 kam Obermichelbach an den Landkreis Ansbach.
Im Zuge der Gebietsreform in Bayern wurde Obermichelbach am 1. Mai 1978 nach Wittelshofen eingegliedert.

### Baudenkmal
- Evangelisch-lutherische Pfarrkirche, ehemals St. Michael, kleine Saalkirche mit Ostturm des 14./15. Jahrhunderts, Langhaus von 1779; mit Ausstattung; Friedhofsmauer mit eingelassenen Grabsteinen, im Kern wohl noch spätmittelalterlich.[14]

ehemalige Baudenkmäler
- Überwiegend erd- und zweigeschossige Wohnstallhäuser im Typ der Gegend, 2. Hälfte des 19. Jahrhunderts, mit Straßengiebel. Bemerkenswert die erdgeschossigen Beispiele:[15]
  - Haus Nr. 9: Mit übergiebelten Zwerchhaus. Türsturz bezeichnet „1852“.
  - Haus Nr. 10: Laut Giebelinschrift erbaut 1862 durch Andreas Neidlein.
  - Haus Nr. 14: Mitte 19. Jh. Auf den Gesimsstücken der Giebelecken jeweils sitzend farbig angestrichener Sandsteinlöwe.
  - Haus Nr. 34: Mit Zwerchhaus wie Nr. 9. Geschweifter, profilierter Türsturz, Schlussstein bezeichnet „1808“.

### Bodendenkmäler
In der Gemarkung Obermichelbach gibt es drei Bodendenkmäler.

### Einwohnerentwicklung
| Jahr      | 1818   | 1840   | 1852   | 1855   | 1861   | 1867   | 1871   | 1875   | 1880   | 1885   | 1890   | 1895   | 1900   | 1905   | 1910   | 1919   | 1925   | 1933   | 1939   | 1946   | 1950   | 1952   | 1961   | 1970   | 1987   | 2017 |
| Einwohner | 179    | 205    | 222    | 193    | 190    | 193    | 211    | 215    | 217    | 215    | 216    | 216    | 211    | 220    | 216    | 214    | 212    | 202    | 184    | 297    | 268    | 237    | 189    | 185    | 183    | 148  |
| Häuser    | 37     | 32     |        |        |        |        | 36     |        |        | 41     | 41     |        | 44     |        |        |        | 41     |        |        |        | 43     |        | 43     |        | 41     |      |
| Quelle    | [ 17 ] | [ 18 ] | [ 19 ] | [ 19 ] | [ 20 ] | [ 21 ] | [ 22 ] | [ 23 ] | [ 24 ] | [ 25 ] | [ 26 ] | [ 19 ] | [ 27 ] | [ 19 ] | [ 28 ] | [ 19 ] | [ 29 ] | [ 19 ] | [ 19 ] | [ 19 ] | [ 30 ] | [ 19 ] | [ 11 ] | [ 31 ] | [ 32 ] |      |

## Religion
Der Ort ist Sitz der Pfarrei St. Michael und ist seit der Reformation evangelisch-lutherisch geprägt. Die Katholiken sind nach St. Margareta (Wilburgstetten) gepfarrt.

## Persönlichkeiten
- Gisela Bornowski (* 1961), Pfarrerin in Obermichelbach und Untermichelbach, später auch in Dorfkemmathen 1990–2002